# Слатина в Рожни долини
Слатина в Рожни долини (на словенски: Slatina v Rožni dolini) е село в Словения, Савински регион, община Целе. Според Националната статистическа служба на Република Словения през 2015 г. селото има 242 жители.